# Збройні сили Канади
Канадські збройні сили, КЗС (англ. Canadian Forces, CF; фр. Forces armées canadiennes, FAC) — це військова організація, що відповідає за оборону Канади. Канадські збройні сили підпорядковані міністерству державної оборони, керівництво (штаб-квартира) якого розташовується в Оттаві, і керуються законом про державну оборони, оговорюють таке: «Канадські збройні сили — це збройні сили Її Величності, організовані Канадою і складаються зі служби, називаною канадськими збройними силами». КЗС складаються з трьох командувань: морського, сухопутного та авіаційного.
В складі КЗС — 65 890 військовослужбовців регулярної служби. В запасі — 25 674 військовослужбовців запасу та 4 323 рейнджерів, також 23 401 особа неактивного запасу.  
Бюджет Канадських збройних сил на 2009 рік становив 19,5 мільярда канадських доларів.

## Командний устрій
Стаття 15 Конституційного акту 1867 р. говорить, «що Королеві, як і раніше, буде належати головне командування сухопутною і морською міліцією і всіма військовими і морськими силами Канади».
Закон про Міліцію 1904 р. стверджує, що «головнокомандувач Міліції, як і раніше, буде знаходитись під владою Короля і управляться Його Величністю або його представником, генерал-губернатором». З цього часу монархом дано дозвіл Генерал-губернаторові носити титул «Генерал-губернатор і головнокомандувач Канади й у Канаді». Зі створенням Канадського королівського військово-морського флоту і Королівської авіації Канади у 1910 та 1919 рр., відповідно, Генерал-губернатор також став Головнокомандувачем цими силами. Відкритий лист 1947 Короля Георга VI дозволяє Генерал-губернатору виконувати більшість обов'язків Глави держави в Канаді та нові технічні вимоги, що відповідають обов'язкам Генерал-губернатора і головнокомандувача Канади й у Канаді. Виходячи з парламентської практики, прем'єр-міністр Канади де-факто командує і контролює канадські збройні сили, проте кожне оголошення війни має бути підписана Генерал-губернатором або канадським монархом.
Від жовтня 2017 Головнокомандувачем Канади є генерал-губернатор  Жулі Пайєтт.
Генерал-губернатор за згодою з прем'єр-міністром призначає голову штабу оборони (ГШО), який є вищим офіцером Канадських збройних сил. З липня 2015 року обов'язки на цій посаді виконує генерал Джонатан Венс (див. Jonathan Vance).
Командування такі:
1. Морське командування (MARCOM)
2. Сухопутні командування
3. Авіаційне командування

У Раді збройних сил представлені голови морського, сухопутного та авіаційного командувань, які в сукупності здійснюють нагляд за оперативними командуваннями Канадських збройних сил — командування Канади, командування експедиційними силами, командування силами спеціального призначення, а також командування оперативної підтримки.
Монарх і деякі члени канадської королівської родини діють як старші полковники деяких полків Канадських збройних сил. Ці посади лише церемоніальні.

## Командування

### Канадська армія (Сухопутні сили) (LCF)

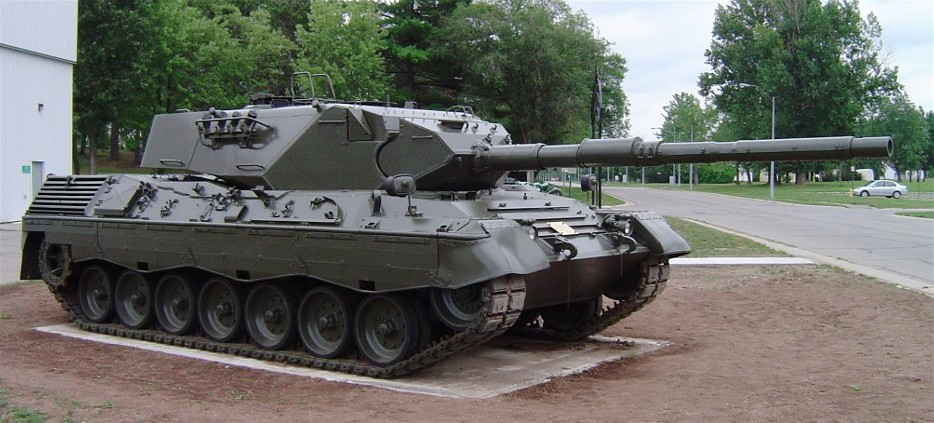
Танк Leopard C1

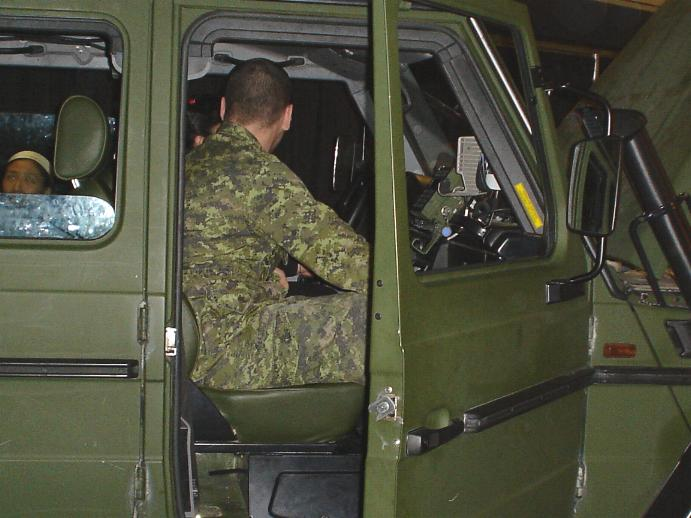
Канадський солдат у Г-Вагені, 2008

Канадська армія є наземним елементом Канадських збройних сил (CF).
Структура:

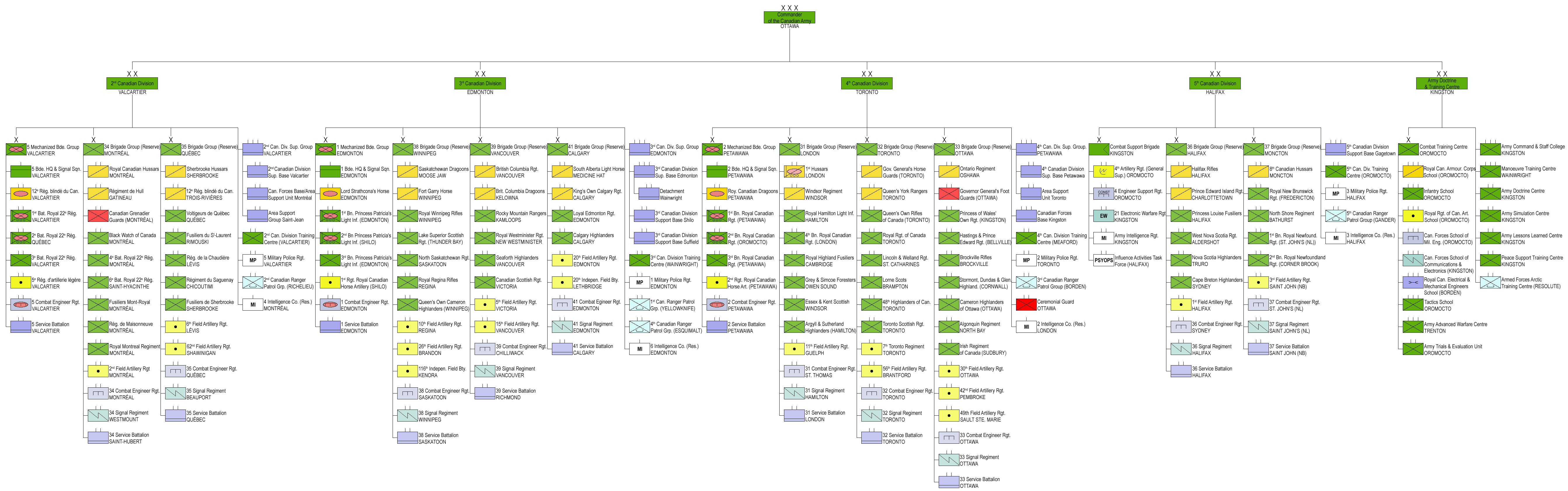

1-ша канадська дивізія- Об'єднаний штаб оперативного командування (штаб-квартира в Кінгстон,Онтаріо)
2-га канадська дивізія-Сектор Квебек (штаб-квартира в Монреаль, Квебек)
3-тя канадська дивізія-Сектор Захід (штаб-квартира в Едмонтон,Альберта)
4-та канадська дивізія-Сектор Онтаріо (штаб-квартира Торонто, Онтаріо)
5-та канадська дивізія-Сектор Атлантика(штаб-квартира в Галіфакс,Нова Шотландія)
Центр доктрини і навчання Канадської армії(CADTC)-штаб-квартира в Кінгстон,Онтаріо.
Канадські рейнжери
2-й (5-та механізована група-бригада), 3-й (1-ша механізована група-бригада) та 4-й (2-га механізована група-бригада) Канадський дивізіон включають в себе одну механізовану групу-бригаду,що містять більшість підрозділів регулярних військ Канади.
Кожна механізована група-бригада складається:
- три піхотних батальйони (два механізованих і один легкий)
- один танковий полк
- один артилерійський полк
- один полк військової інженерії
- один ескадрон розвідки
- тактичні,медичні,комунікаційні і логістичні підрозділи

Також регулярні сили укомплектовані полком інженерної підтримки, полком протиповітряної оборони і також ескадроном електронної протидії.
Кожен сектор сухопутних сил, на додаток до регулярних сил, має у своєму розпорядженні сили запасу, організованими всього в десять груп-бригад запасу. Округи Атлантичного океану та Квебеку мають по дві командних групи запасу, округи Центру та Заходу — по три.
Сили запасу складаються:
- 51 піхотний батальйон
- 19 логістичних підрозділів
- 18 танкових підрозділи
- 17 артилерійських підрозділи
- 12 інженерних підрозділи
- 10 технічних підрозділів
- 4 підрозділи військової поліції
- 4 підрозділи розвідки

Важливі освітні установи та війська, не об'єднані в групи, знаходяться на базі Вейнрайт, BFC Gagetown і ASU Saint-Jean (тепер прикріпленому до BFC Montréal). Кожний округ має також освітній центр.

### Морське командування (MARCOM)

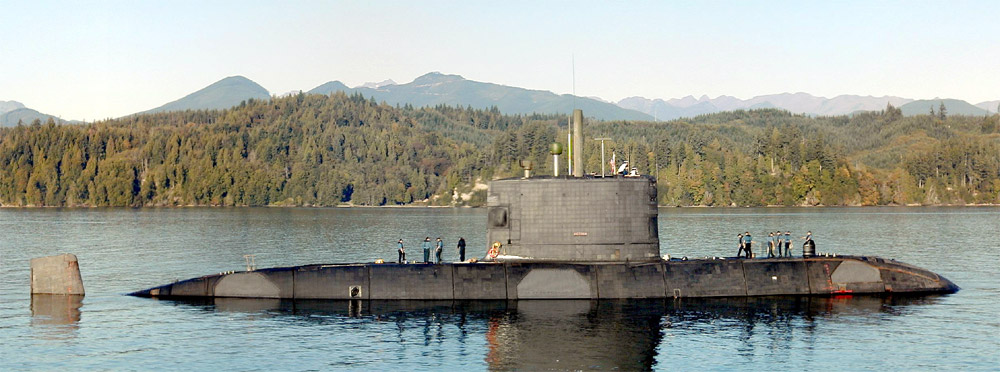
«Вікторія»

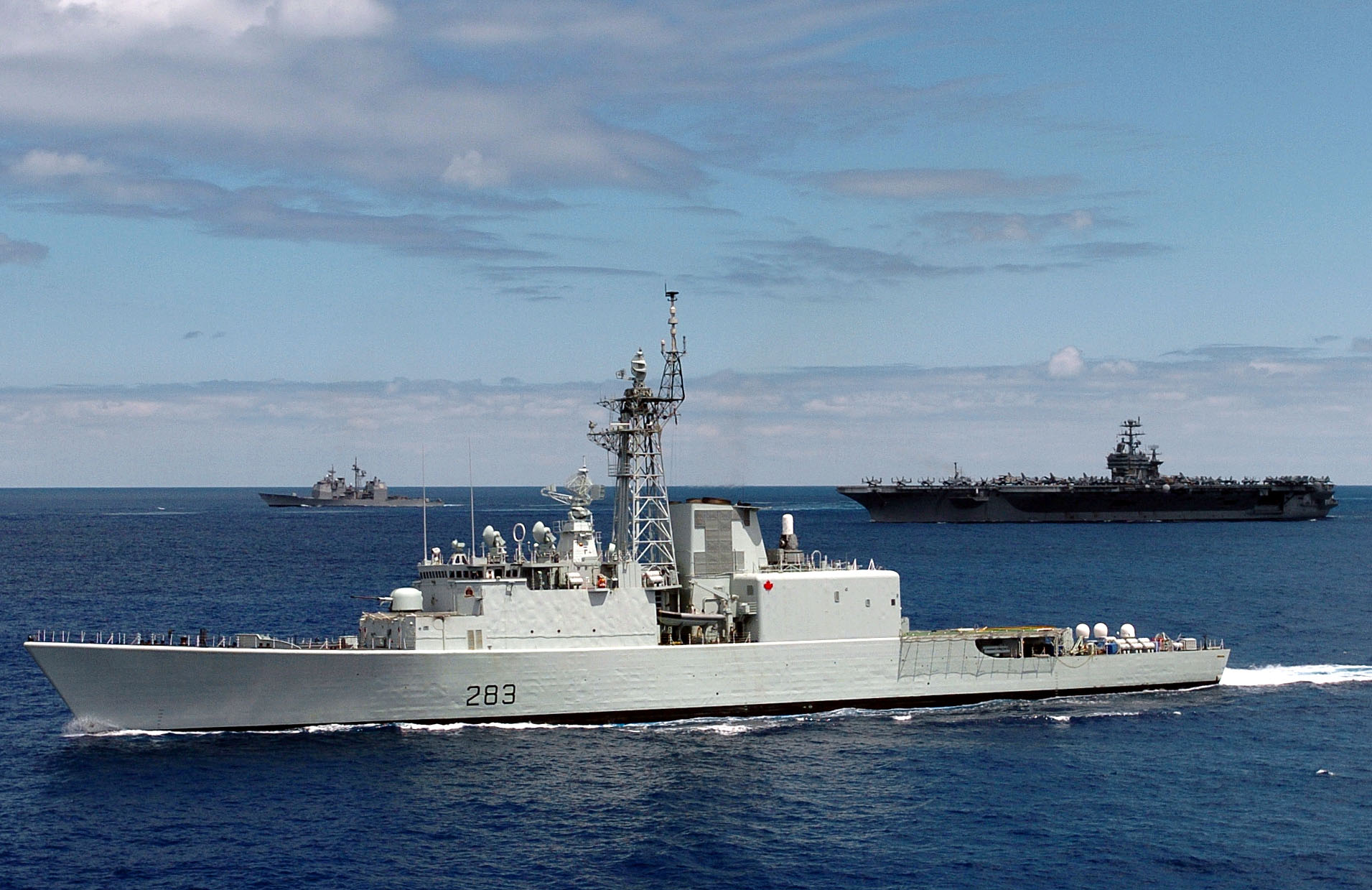
«Алгонкін»

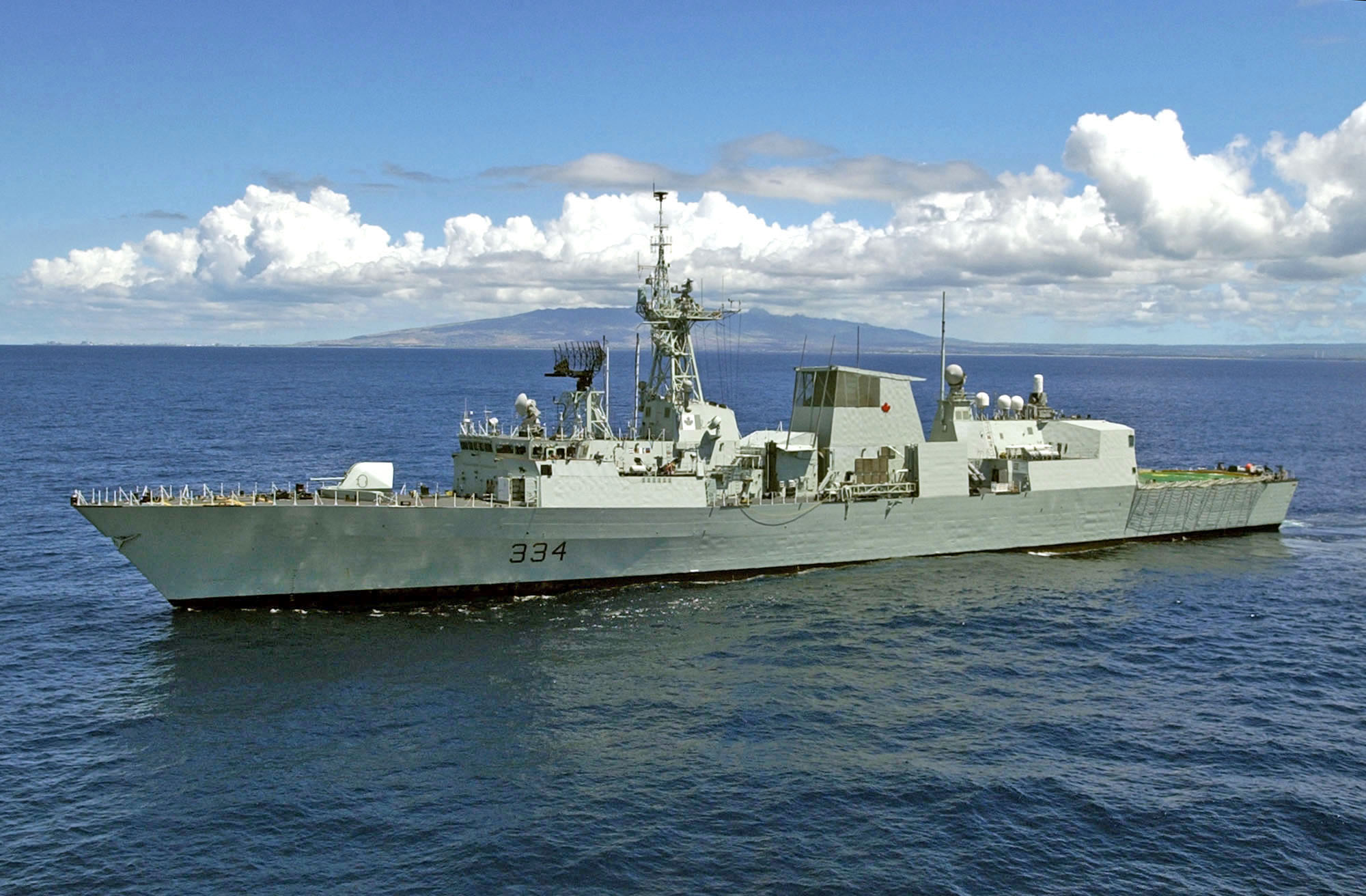
«Реджайна»

Морські збройні сили Канади налічують 33 військових кораблі, підводні човни та численні допоміжні судна. Кораблі розподілені на 2 флоти. Один розташований у Тихому океані на базі в Ескуаймолті, а інший — в Атлантичному океані на базі в Галіфаксі. Постійні військово-морські структури не базуються в Північному Льодовитому океані.
Морські військово-повітряні сили відносяться до авіаційного командування, але знаходяться під морським командуванням. Вони складаються з 28 вертольотів  CH-124 Sea King (в майбутньому 28 Сікорський СН-148 Cyclone), 18 літаків морського патрулювання СР-140 Aurora і 3 СР-140а Arcturus.
У 2005 р. водотоннажність військово-морського флоту становила приблизно 110 000 регістрових тонн, розподілених на такі бойові кораблі:
- 12 фрегатів класу Halifax
- 3 есмінці класу Iroquois
- 12 кораблів берегової охорони класу Kingston
- 2 судна-заправника класу Protecteur
- 4 підводні човні класу Victoria
- 6 патрульних катера класу Orca (ще 2 будуються)

### Авіаційне командування (AIRCOM)

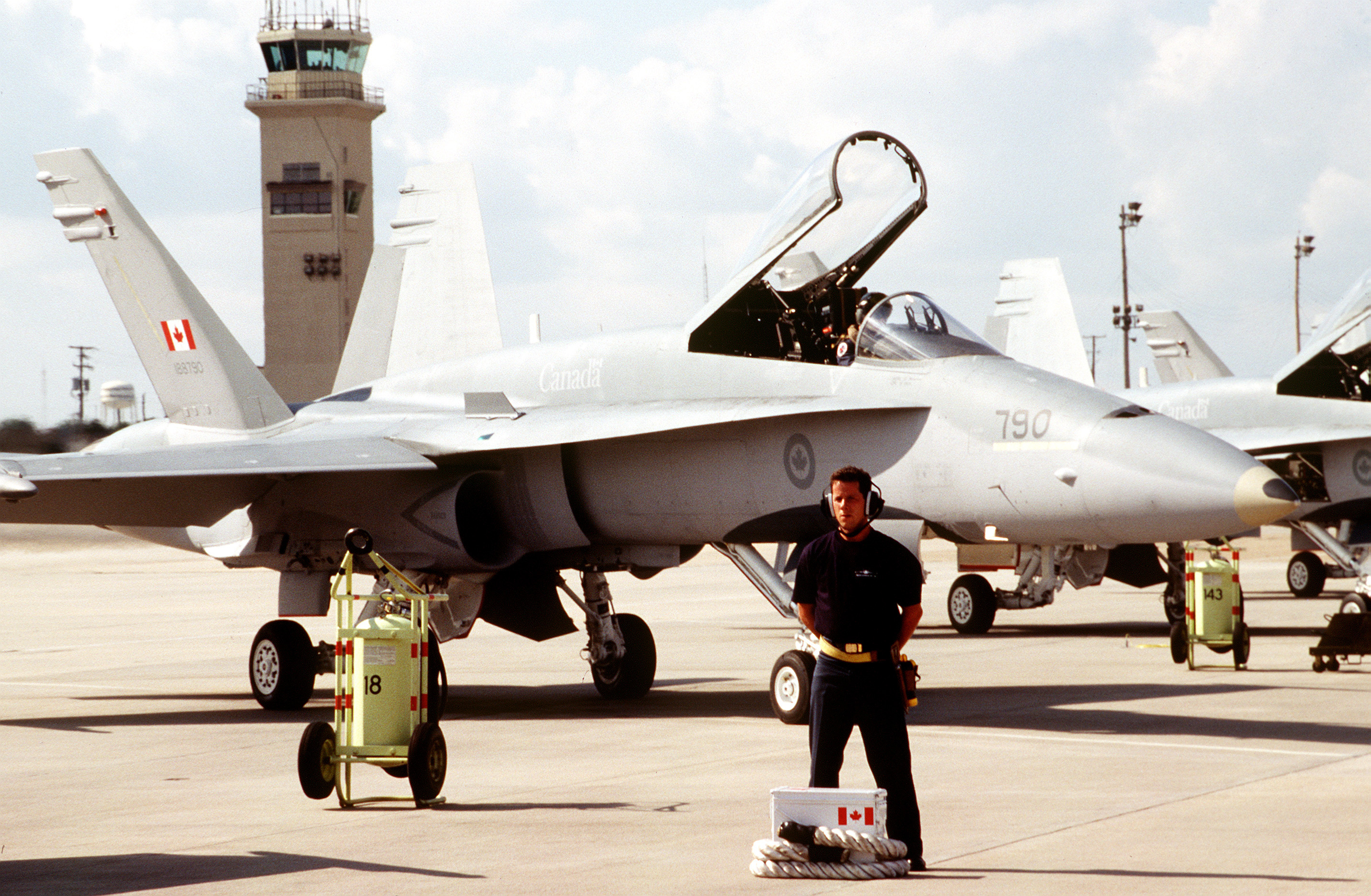
CF-18 у Флориді в 1994

Військово-повітряні сили Канади розташовані на тринадцяти базах, знаходяться під управлінням 1-й авіаційної дивізії Канади і складають канадський регіон NORAD. Основні авіаційні бази розташовані в Британській Колумбії, Альберті, Саскачевані, Онтаріо, Квебеку, Новій Шотландії, Ньюфаундленду і Лабрадорі, а розпорядницькі і командні установи знаходяться у Вінніпегу і Норт-Беї. Канадська складова повітряно-десантних сил НАТО дислокується на авіаційній базі в Гайленкірхені.

### Командування Канади (CANCOM)

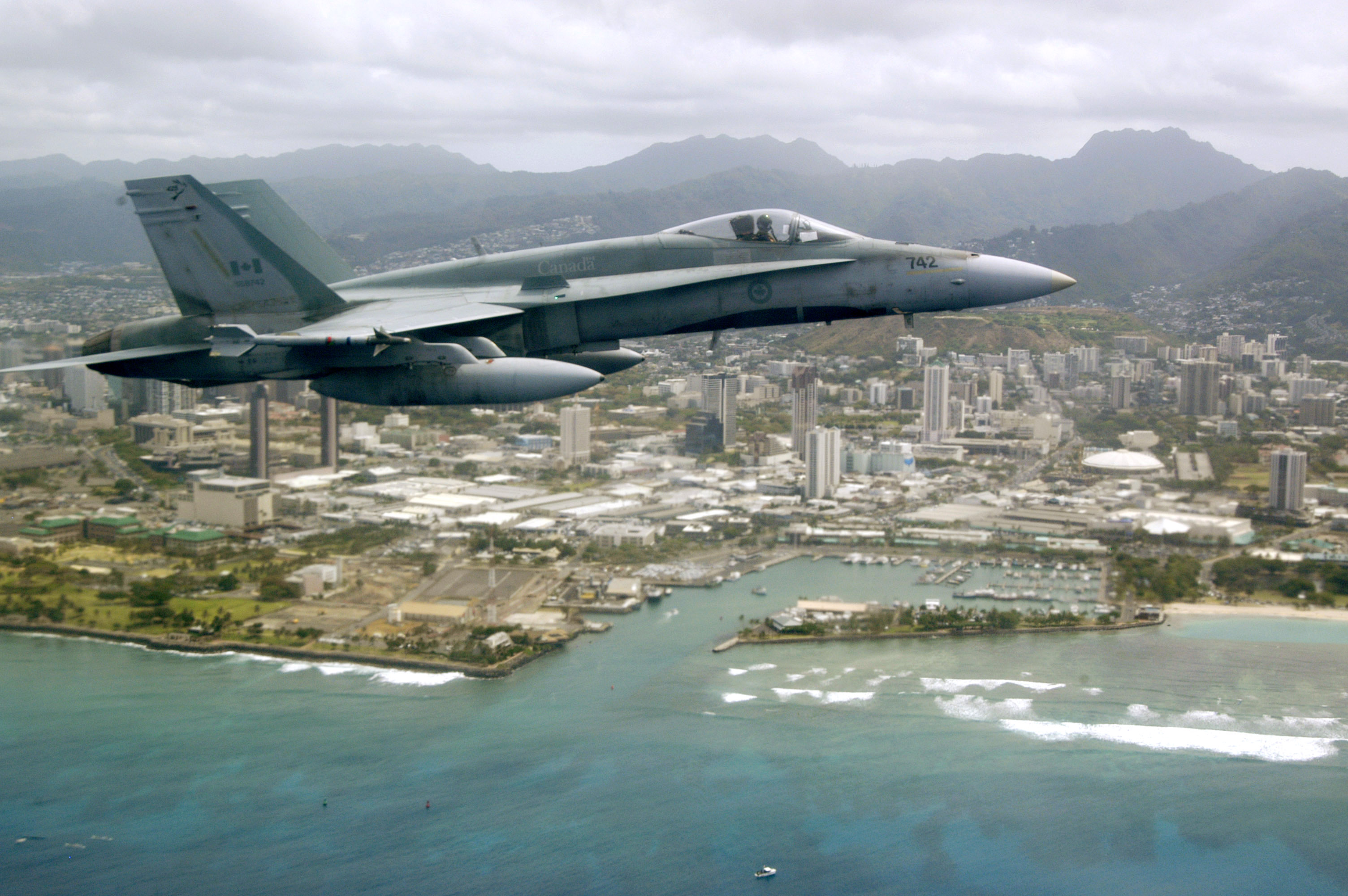
Винищувач CF-18A

Командування Канади є оперативною складовою, створеною 31 січня 2006 року з метою покращити час відповіді внутрішнього тероризму та природним небезпекам. Воно відповідає за узгоджені дії армії, військово-морського флоту і військово-повітряних сил для забезпечення державної безпеки у звичайних і невідкладних випадках. Канадське командування працює в тісному співробітництві з United States Northern Command, а також з міністерством внутрішньої безпеки США.
Командувачем Командування Канади в наш час[коли?] є генерал-лейтенант М. Ж. Дюме. Він безпосередньо підпорядковується голові штабу оборони.
CANCOM керує державними бойовими діями при допомоги шести міжармійських оперативних сил та з північними змішаними оперативних силами відповідає за діяльність раніше включену в обов'язки канадських збройних сил Зони Півночі.

### Командування експедиційними силами (COMFEC)
Це командування, засноване 1 лютого 2006 р., відповідає за всі дії, що проводяться за межами Північної Америки. Командувачем COMFEC є генерал-лейтенант Мішель Готьє. Прямо підпорядковуючись ГШО, він відповідає за проведення усіх міжнародних дій — гуманітарних, підтримання миру та бойових дій — і має повноваження, необхідні для виконання своїх обов'язків.

### Командування силами спеціального призначення (CANSOFCOM)
Це командування відповідає за підрозділи спеціальних збройних сил. Вони складаються з других міжармійських оперативних сил (JTF2), міжармійскої роти ядерного, біологічного та хімічного захисту (CIDNBC) та авіаційного підрозділу спеціальних операцій, що базується в Петававі (Онтаріо).
Цими силами керує полковник Д. Майкл Дей.

## Зовнішні посилання
- Official website of the Canadian Army [Архівовано 24 серпня 2020 у Wayback Machine.]
- Official website of the Canadian Navy
- Official website of the Canadian Air Force [Архівовано 6 грудня 2006 у Wayback Machine.]